# Port lotniczy Farchor
Port lotniczy Farchor - regionalny port lotniczy położony w miejscowości Farchor, w Tadżykistanie. Obsługuje połączenia krajowe.